# 4856 Seaborg
4856 Seaborg este un asteroid din centura principală, descoperit pe 11 iunie 1983 de Carolyn Shoemaker.